# Janet Harris
Janet Harris (Chicago, 14 dicembre 1962) è un'ex cestista statunitense.
All around player di 191 cm, ha giocato in Serie A1 con Messina. È nella Women's Basketball Hall of Fame.

## Carriera
Nel 1985, ha condotto le Georgia Bulldogs alla finale NCAA.
È stata la prima cestista della storia della NCAA a raggiungere 2.500 punti segnati e 1.250 rimbalzi. Ha ottenuto un gran numero di premi individuali a livello universitario, tra cui il National Freshman of the Year 1982, è stata quattro volte All-American, tre volte Koda All-American. È la miglior marcatrice e rimbalzista nella storia della Università della Georgia, chiudendo il quadriennio universitario in doppia doppia in entrambe le voci statistiche.
Ha poi giocato da professionista in Italia, Giappone, Spagna, Israele, Turchia e Grecia.
Dal 2015 è nella Women's Basketball Hall of Fame.